# Jonathan Cantillana
Jonathan Eduardo Cantillana Zorrilla, noto semplicemente come Jonathan Cantillana (in arabo جوناثان كانتيلّانا‎?; Santiago del Cile, 26 maggio 1992), è un calciatore cileno naturalizzato palestinese, centrocampista del Lalitpur City.

## Caratteristiche tecniche
È un trequartista.

## Carriera

### Nazionale
Nato e cresciuto in Cile da genitori cileni, ha optato per la nazionale palestinese grazie alle origini di alcuni suoi antenati.
Ha esordito il 31 agosto 2015 disputando l'amichevole pareggiata 0-0 contro il Libano.
È stato incluso nell'elenco dei convocati per la Coppa d'Asia 2019.

## Statistiche
Statistiche aggiornate al 27 dicembre 2018.

### Cronologia presenze e reti in nazionale
| Cronologia completa delle presenze e delle reti in nazionale ― Palestina | Cronologia completa delle presenze e delle reti in nazionale ― Palestina | Cronologia completa delle presenze e delle reti in nazionale ― Palestina | Cronologia completa delle presenze e delle reti in nazionale ― Palestina | Cronologia completa delle presenze e delle reti in nazionale ― Palestina | Cronologia completa delle presenze e delle reti in nazionale ― Palestina | Cronologia completa delle presenze e delle reti in nazionale ― Palestina | Cronologia completa delle presenze e delle reti in nazionale ― Palestina |
| Data                                                                     | Città                                                                    | In casa                                                                  | Risultato                                                                | Ospiti                                                                   | Competizione                                                             | Reti                                                                     | Note                                                                     |
| ------------------------------------------------------------------------ | ------------------------------------------------------------------------ | ------------------------------------------------------------------------ | ------------------------------------------------------------------------ | ------------------------------------------------------------------------ | ------------------------------------------------------------------------ | ------------------------------------------------------------------------ | ------------------------------------------------------------------------ |
| 31-8-2015                                                                | Sidone                                                                   | Libano                                                                   | 0 – 0                                                                    | Palestina                                                                | Amichevole                                                               | -                                                                        | 57’                                                                      |
| 8-10-2015                                                                | Dili                                                                     | Timor Est                                                                | 1 – 1                                                                    | Palestina                                                                | Qual. Mondiali 2018                                                      | -                                                                        | 62’                                                                      |
| 9-11-2015                                                                | Amman                                                                    | Palestina                                                                | 0 – 0                                                                    | Arabia Saudita                                                           | Qual. Mondiali 2018                                                      | -                                                                        | 87’                                                                      |
| 12-11-2015                                                               | Amman                                                                    | Palestina                                                                | 6 – 0                                                                    | Malaysia                                                                 | Qual. Mondiali 2018                                                      | 1                                                                        | 37’ 68’                                                                  |
| 24-3-2016                                                                | Abu Dhabi                                                                | Emirati Arabi Uniti                                                      | 2 – 0                                                                    | Palestina                                                                | Qual. Mondiali 2018                                                      | -                                                                        | 54’                                                                      |
| 29-3-2016                                                                | Hebron                                                                   | Palestina                                                                | 7 – 0                                                                    | Timor Est                                                                | Qual. Mondiali 2018                                                      | 2                                                                        | 18’ 66’                                                                  |
| 6-9-2016                                                                 | Hebron                                                                   | Palestina                                                                | 1 – 1                                                                    | Tagikistan                                                               | Amichevole                                                               | -                                                                        |                                                                          |
| 5-10-2016                                                                | Dušanbe                                                                  | Tagikistan                                                               | 3 – 3                                                                    | Palestina                                                                | Amichevole                                                               | 1                                                                        | 52’ (rig.) 70’ 87’                                                       |
| 22-3-2017                                                                | Al Wakrah                                                                | Yemen                                                                    | 0 – 1                                                                    | Palestina                                                                | Amichevole                                                               | -                                                                        | 64’                                                                      |
| 28-3-2017                                                                | Male                                                                     | Maldive                                                                  | 0 – 3                                                                    | Palestina                                                                | Qual. Coppa d'Asia 2019                                                  | -                                                                        |                                                                          |
| 6-6-2017                                                                 | Riffa                                                                    | Bahrein                                                                  | 0 – 2                                                                    | Palestina                                                                | Amichevole                                                               | -                                                                        | ?’                                                                       |
| 13-6-2017                                                                | Al-Ram                                                                   | Palestina                                                                | 2 – 1                                                                    | Oman                                                                     | Qual. Coppa d'Asia 2019                                                  | 1                                                                        | 13’ 69’                                                                  |
| 10-10-2017                                                               | Hebron                                                                   | Palestina                                                                | 10 – 0                                                                   | Bhutan                                                                   | Qual. Coppa d'Asia 2019                                                  | 2                                                                        | 62’ 69’                                                                  |
| 14-11-2017                                                               | Al-Ram                                                                   | Palestina                                                                | 8 – 1                                                                    | Maldive                                                                  | Qual. Coppa d'Asia 2019                                                  | 1                                                                        | 56’ 84’                                                                  |
| 19-8-2018                                                                | Kabul                                                                    | Afghanistan                                                              | 0 – 0                                                                    | Palestina                                                                | Amichevole                                                               | -                                                                        | ?’                                                                       |
| 4-10-2018                                                                | Sylhet                                                                   | Tagikistan                                                               | 0 – 2                                                                    | Palestina                                                                | Amichevole                                                               | 1                                                                        | 1’ 60’ 69’                                                               |
| 6-10-2018                                                                | Sylhet                                                                   | Palestina                                                                | 1 – 0                                                                    | Nepal                                                                    | Amichevole                                                               | -                                                                        | 65’                                                                      |
| 10-10-2018                                                               | Chittagong                                                               | Bangladesh                                                               | 0 – 2                                                                    | Palestina                                                                | Amichevole                                                               | -                                                                        | 73’                                                                      |
| 12-10-2018                                                               | Dacca                                                                    | Tagikistan                                                               | 0 – 0 dts (3-4 dtr)                                                      | Palestina                                                                | Amichevole                                                               | -                                                                        | 46’                                                                      |
| 16-11-2018                                                               | Al-Ram                                                                   | Palestina                                                                | 2 – 1                                                                    | Pakistan                                                                 | Amichevole                                                               | -                                                                        | 65’                                                                      |
| 20-11-2018                                                               | Haikou                                                                   | Cina                                                                     | 1 – 1                                                                    | Palestina                                                                | Amichevole                                                               | -                                                                        | 59’                                                                      |
| 24-12-2018                                                               | Doha                                                                     | Iran                                                                     | 1 – 1                                                                    | Palestina                                                                | Amichevole                                                               | 1                                                                        | 59’ 91’                                                                  |
| 06-01-2019                                                               | Sharja                                                                   | Siria                                                                    | 0 – 0                                                                    | Palestina                                                                | Coppa d'Asia 2019 - 1º turno                                             | -                                                                        | 5’ 76’                                                                   |
| 11-01-2019                                                               | Dubai                                                                    | Palestina                                                                | 0 – 3                                                                    | Australia                                                                | Coppa d'Asia 2019 - 1º turno                                             | -                                                                        | 36’ 57’                                                                  |
| Totale                                                                   |                                                                          | Presenze                                                                 | 24                                                                       |                                                                          | Reti                                                                     | 10                                                                       |                                                                          |

## Palmarès

### Club

#### Competizioni nazionali
- Super League (Nepal): 1

Lalitpur City|: 2025